# Waleed Ahmed
Waleed Ahmed (Arabic:وليد أحمد; sinh ngày 22 tháng 1 năm 1986) là một cầu thủ bóng đá người Các Tiểu vương quốc Ả Rập Thống nhất. Hiện tại anh thi đấu cho Ittihad Kalba.